# 다카가리역
다카가리역(일본어: 鷹狩駅)은 일본 돗토리현 돗토리시에 위치한 서일본 여객철도 인비 선의 철도역이다. 단선 승강장 1면 1선의 구조를 갖춘 지상역이다.

## 역 주변
- 국도 제53호선 · 국도 제373호선 · 국도 제482호선

## 역사
- 1961년 8월 1일 : 일본국유철도 인비 선이 구니후사 - 모치가세 역 간에 신설 개업.
- 1987년 4월 1일 : 일본국유철도 분할 민영화에 의해, 서일본 여객철도가 승계.

## 인접 역
| 서일본 여객철도 인비 선 | 서일본 여객철도 인비 선 | 서일본 여객철도 인비 선    |
| ----------------------- | ----------------------- | -------------------------- |
| 구니후사 돗토리 방면    | ■ 인비 선               | 모치가세 히가시쓰야마 방면 |